# Economia Albaniei
Economia Albaniei a trecut la începutul anilor 1990 printr-o dificilă tranziție de la economia centralizată și planificată din timpul comunismului la o economie deschisă de piață.
Albania este țara europeană unde a persistat cel mai mult economia centralizată și statalizată de tip comunist. Economia Albaniei a fost bazată pe agricultură, minerit și siderurgie, care din cauza lipsei comerțului exterior și al aproape inexistentei infrastructuri în decada anilor '90 a dus la o prăbușire a economiei. Tehnologia Albaniei fiind învechită, indicatorii economici scăzând drastic, producția industrială scăzând la jumătate, abandonul fostelor întreprinderi de stat au determinat ca mulți dintre cetățenii Albaniei să migreze în țările vestice, preponderent în învecinata Italie. În agricultură prin retrocedarea pământurilor la cetățeni a scăzut productivitatea semnificativ, aceștia făcând o agricultură pentru gospodăria proprie, de subzistență. În ultima perioadă s-a revigorat puțin industria grea și s-au extins zonele agricole irigate datorită investitorilor străini, a crescut parcul agricol și s-a dezvoltat sectorul bancar. Una dintre principalele probleme în dezvoltarea economică a Albaniei o constituie criminalitatea organizată care asociate cu traficul de droguri și de arme către Europa și SUA împiedică atragerea investitorilor străini și dezvoltarea economiei.
Demografia

## Statistici

### Indicatori macroeconomici
PIB (PAC): 25.035 miliarde de $ (2011)

loc la nivel mondial: 116
PIB per capita: 8.800 $ (2011)

loc la nivel mondial: 123
PIB - rata de creștere reală: 3.5% (2011)

loc la nivel mondial: 109
Inflația: 3.5% (2010)

loc la nivel mondial: 114
Șomaj: 13.3% (2010 est)

loc la nivel mondial: 141

### Industria
Rata de creștere a producției industriale: 3% (2010 est.)

loc la nivel mondial: 113

### Comerț exterior
Export: 1,548 miliarde de $ (2010 est.)

loc la nivel mondial: 142
Import: 4,59 miliarde de $ (2010 est.)

loc la nivel mondial: 120
Trimiteri de valută: $800 million (est. 2007 )
Balanța de cont curent: -1,404 miliarde de $ (est. 2010)

loc la nivel mondial: 152
Rezerve valutare: 2,479 miliarde de $ (2008)

loc la nivel mondial: 103

### Energie
Electricitate – producție: 5,201 mld. kWh (2009)

loc la nivel mondial: 113
Electricitate – surse:
- cobustibili fosili: 2,9%
- hidro: 97,1%
- alte: 0%

Electricitate
- Consum: 6,593 mld. kWh (2009)

loc la nivel mondial: 102
- Export: 0 kWh (2009)
- Import: 1,884 mld kWh (est. 2009)

Petrol
- producție: 5.400 barili de petrol pe zi (2009)

loc la nivel mondial: 94
- consum: 36,000 barili de petrol pe zi (2009)

loc la nivel mondial: 107
- export: 748,9 barili de petrol pe zi (2005 est.)
- import: 24.080 barili de petrol pe zi (2007 est.)
- rezeve dovedite: 199.100.000 barili de petrol (ianuarie 2008)

Gaz natural
- producție: 30 million m³ (2006 est.)

loc la nivel mondial: 84
- consum: 30 million m³ (2006 est.)

loc la nivel mondial: 108
- export: 0 m³ (2007 est.)
- import: 0 m³ (2007 est.)
- rezeve dovedite: 849.5 million m³ (January 1 2008 est.)

loc la nivel mondial: 100

### Rate de schimb
- Lek/dolar american: 79,546 (2008), 92,668 (2007), 98,384 (2006), 102,649 (2005), 102,78 (2004), 121,863 (2003), 140,155 (2002), 143,485 (2001), 143,709 (2000), 137,691 (1999)